# Гаазе-Рапопорт, Модест Георгиевич
Модест Георгиевич Гаазе-Рапопорт (2 июня 1919, Петроград — 10 марта 1996, Москва) — специалист в области систем противовоздушной обороны, вычислительной техники и искусственного интеллекта.
Кандидат технических наук.

## Биография
Модест родился 2 июня 1919 года в Петрограде в семье кадрового военного. Переехал в Москву, в 1941 г. окончил Артиллерийскую Академию по специальности «военные приборы».
Вскоре он стал специалистом в области различных оптических военных приборов, в конце войны часто выезжал на фронт для оценки качества немецкой военной техники и технологии производства оптических приборов.
С 1945 по 1949 год Гаазе-Рапопорт учился в адъюнктуре Академии. В 1949 году защитил кандидатскую диссертацию по счетно-решающим приборам и устройствам военного назначения.
После этого Модест Георгиевич поступил на службу в НИИ-5 Академии артиллерийских наук (после 1953 г. Министерства обороны), который занимался созданием приборов и устройств для управления зенитным огнем и другими системами ПВО. За 16 лет работы в этом институте Гаазе-Рапопорт прошёл путь от старшего научного сотрудника до учёного секретаря института и звания полковника.
Участвовал в создании ПУАЗО.
В первой половине 1950-х годов И. А. Полетаев входил в небольшую группу борцов за кибернетику в СССР, возглавляемую А. И. Китовым и А. А. Ляпуновым. Весной 1954 года на методологическом семинаре в секретном НИИ-5 МО СССР А. И. Китовым, М. Г. Гаазе-Рапопортом и И. А. Полетаевым были сделаны одни из самых первых в стране три доклада о кибернетике, считавшейся в СССР до августа 1955 г. буржуазной лженаукой. Отправной точкой в победе в борьбе за кибернетику в СССР и её признание как науки считается публикация двух основополагающих статей: «Основные черты кибернетики» С. Л. Соболева, А. И. Китова и А. А. Ляпунова (ж. «Вопросы философии», № 4, 1955) и «Техническая кибернетика» А. И. Китова (ж. «Радио», № 11, 1955).
В это время он оканчивает механико-математический факультет МГУ (инженерный поток), и начинает общаться с А. А. Ляпуновым и его окружением. В СССР он является активным участником кибернетического движения и постоянным участником семинара по кибернетике, работавшего в МГУ под руководством А. А. Ляпунова.
По инициативе А. И. Берга И. А. Полетаев и М. Г. Гаазе-Рапопорт начали писать книги, посвящённые кибернетике. Эти книги — «Сигнал» И. А. Полетаева (1958) и «Автоматы и живые организмы» М. Г. Гаазе-Рапопорта (1961) явились одними из первых советских книг по кибернетике, получивших отклик в широкой аудитории, и привлекших в кибернетику новых исследователей. Книга Модеста Георгиевича не утеряла интереса и до сегодняшнего дня.
В 1960-е Модест Георгиевич начал работать в области бионики, и под его редакцией вышли два тома «Бионики». Сам Модест Георгиевич остался активным сторонником бионического направления на долгие годы. В первой части книги «От амёбы до робота: модели поведения», написанной совместно с Д. А. Поспеловым и вышедшей в свет в 1987 году, бионическая линия чувствуется все ещё сильно.
В 1966 году Гаазе-Рапопорт уходит из военного института в отраслевой институт Радиопрома, который занимался отраслевыми министерскими автоматизированными системами управления. В этот период Модест Георгиевич профессионально занимается теорией больших систем, информационными системами и документалистикой.
В последние годы перед выходом на пенсию работал в институте общей и педагогической психологии Академии педагогических наук.

## Научные труды
- Гаазе-Рапопорт М. Г. Автоматы и живые организмы: Моделирование поведения живых организмов. М., 1961. 224 с. (одна из первых отечественных книг по кибернетике)
- Гаазе-Рапопорт М. Г., Поспелов Д. А. От амёбы до робота: Модели поведения. М.: Наука, 1987 г. 288 с.
- Искусственный интеллект. Справочник в трёх томах. М.: Радио и связь, 1990. / под ред. В. Н. Захарова, Э. В. Попова, Д. А. Поспелова, В. Ф. Хорошевского (Модест Георгиевич был одним из авторов-составителей этого (первого отечественного) справочника по ИИ).
- Аверкин А. Н., Гаазе-Рапопорт М. Г., Поспелов Д. А. Толковый словарь по искусственному интеллекту М.: Радио и связь, 1992. — первый отечественный Толковый словарь по данному направлению.